# Astyochia nebula
Astyochia nebula är en fjärilsart som beskrevs av William Schaus 1901. Astyochia nebula ingår i släktet Astyochia och familjen mätare. Inga underarter finns listade i Catalogue of Life.